# Сомбернон
Сомберно́н (фр. Sombernon) — коммуна во Франции, находится в регионе Бургундия. Департамент коммуны — Кот-д’Ор. Входит в состав кантона Сомбернон. Округ коммуны — Дижон.
Код INSEE коммуны — 21611.

## Население
Население коммуны на 2010 год составляло 978 человек.
| 1962 | 1968 | 1975 | 1982 | 1990 | 1999 | 2010 |
| ---- | ---- | ---- | ---- | ---- | ---- | ---- |
| 591  | 561  | 582  | 713  | 773  | 781  | 978  |

## Экономика
В 2010 году среди 615 человек трудоспособного возраста (15—64 лет) 476 были экономически активными, 139 — неактивными (показатель активности — 77,4 %, в 1999 году было 74,2 %). Из 476 активных жителей работали 448 человек (232 мужчины и 216 женщин), безработных было 28 (11 мужчин и 17 женщин). Среди 139 неактивных 52 человека были учениками или студентами, 60 — пенсионерами, 27 были неактивными по другим причинам.